# 東海北部線
東海北部線（トンヘブクプせん、とうかいほくぶせん）は、大韓民国（韓国）江原特別自治道高城郡の猪津駅と朝鮮民主主義人民共和国（北朝鮮）江原道高城郡の鑑湖駅を結ぶ韓国鉄道公社（KORAIL）の鉄道路線。
日本統治時代に江原道安辺郡の安辺駅と襄陽郡の襄陽駅を結ぶローカル線として建設されたが、日本の統治終了と朝鮮戦争によって分断・破壊され、韓国・北朝鮮いずれにおいても放置される形で一旦廃線となった。
現在韓国側はかつての区間のうち軍事境界線を跨ぐ一部区間と嶺東線の一部区間が復旧しており、今後未成線部分を含めた全線開業に向けた工事が進められている。一方北朝鮮側でも金剛山青年線として全線復旧されている。

## 概要

### 日本統治時代
日本海に沿って京元線が通る元山から慶州・釜山までを結ぶ東海線の計画に基づいて、慶州から北進する東海南部線と、元山（厳密には京元線の途中の安辺）から南進する東海北部線の建設が始められ、1929年（昭和4年）より暫定的にその一部が順次営業を開始したものである。1937年（昭和12年）には襄陽までが開業したが、ここから先は建設中のまま終戦を迎え、全通しなかった。
暫定開業であったことから重要度は低い路線で、旅客列車の本数は数往復程度であり、東海北部線の駅は「朝鮮総督府鉄道で最も勤務が楽な駅」とも職員から言われていたとされる。しかし、沿線には金剛山観光の入り口である外金剛駅（現：金剛山青年駅）など、幾つか観光地も存在し、観光シーズンの5月から10月にかけての日曜・祝祭日の前日には、京城（現：ソウル）からの夜行列車が外金剛駅まで運行された。

### 線路分断および事実上の廃止
太平洋戦争終結後、日本統治終了により北緯38度線を境に国土が南北に分断された後、東海北部線の運行は北朝鮮側の手によって行われていたが、朝鮮戦争時に集中砲撃で設備は完全に破壊され、北朝鮮側は事実上の廃線となった。一方、韓国側となった県内 - 襄陽間は戸籍上1953年7月31日に再開業したものの、実際の列車運行はなされず、1963年9月30日に県内 - 杆城間、1965年2月28日に杆城 - 束草間、1967年1月1日に束草 - 襄陽間が廃止され、全線が正式に廃線となった。終点の襄陽から先の工事を行い、束草始発の路線として復活させる計画があったが、未成線となった。

### 北朝鮮側での復旧
1970年代初めから再建工事が行われていたとの報告があり、1996年に金剛山青年線として安辺からかつて外金剛駅があった場所に建設された金剛山青年駅までの路線が、電化された上で復旧された。しかし北朝鮮の燃料不足とそもそもの不良工事のために列車の運行はなされず、休線のまま放置されていると言われる。

### 韓国側での復旧
1961年5月5日に東海北部線の未成線一部区間であった北坪（現在の東海）- 玉渓間（18.2 km）が開業、1962年11月6日に玉渓 - 鏡浦台間（33.1 km）が開業した。その後東海 - 鏡浦台間は1963年5月17日に鉄岩線・栄岩線と統合して嶺東線の一部となり、1979年3月1日には江陵 - 鏡浦台間（5.5 km）が廃止された。東海中部線は東海線の一部として2025年1月に全線開業を果たした。
一方江陵以北は暫く放置されていたが、後述する再連結事業の一環として2005年に北朝鮮側の金剛山青年駅から韓国側では猪津駅までの区間が軍事境界線を跨ぐ形で再開業した。そして2022年1月5日から未成線だった部分を含めた江陵 - 猪津間 (111.7km)が着工が開始され、2027年に開業予定である。この開業によって、現在はいずれも東海線の一部となった2016年に開業区間である、東海南部線区間や2024年に開業した東海中部線区間とともに東海線として統合される予定であり、軍事境界線および北朝鮮側の金剛山青年線区間を含め、釜山から元山におよぶ日本統治時代から計画された東海線の全区間が開通することになる。

### 再連結事業
2000年の南北首脳会談により、京義線と共にロシアなどが貨物輸送で注目していることもあって、東海線も復旧工事を行うことが議決された。それに伴い2002年9月に東海北部線の連結工事が着工され、以後韓国と北朝鮮が共同で工事を進めている。韓国側では猪津駅、北朝鮮側では鑑湖駅など駅舎の工事が行われ、鉄道本体の工事も進み、2006年5月25日に南北直通試運転が行われる予定となったが、24日午前に北朝鮮側から突然中止を通告された。
2007年5月17日、ようやく北から南への直通試運転が実施された。猪津駅まで北朝鮮の車両が乗り入れ、その日のうちに北朝鮮へと戻った。

### 北朝鮮による線路の撤去
2024年1月、北朝鮮の金正恩総書記は韓国との対決姿勢を鮮明化。最高人民会議の演説で韓国との連携を断ち切る措置を指示した。この直後から線路の撤去などの動きがみられた。同年10月15日には、南北連結区間北側を爆破して閉鎖している。

## 年表
- 1929年9月11日 - 安辺 - 歙谷（現：鳴皐）間が開業[9]。
- 1930年10月25日 - 通川駅（現：東海駅）付近の工事が中止。
- 1930年10月29日 - 通川駅付近の工事が再開。
- 1931年7月21日 - 歙谷 - 通川（現：東海）間が開業[10]。
- 1932年5月21日 - 通川 - 荳白（現：豆浦）間が開業[11]。
- 1932年8月11日 - 荳白 - 長箭（現：高城）間が開業[12]。
- 1932年9月16日 - 長箭 - 外金剛（現：金剛山青年）間が開業[13]。
- 1932年11月1日 - 外金剛 - 高城（現：三日浦）間が開業[14]。
- 1933年8月1日：三日浦駅（旧駅）開業[15]。
- 1935年11月1日 - 高城 - 杆城間が開業[16]。
- 1937年12月1日 - 杆城 - 襄陽間が開業し、東海北部線が全通[17]。
- 1944年6月15日：三日浦駅（旧駅）廃止[18]。
- 1953年7月31日 - 安辺 - 県内間が廃止。
- 1963年9月30日 - 県内 - 杆城間が廃止。
- 1965年2月28日 - 杆城 - 束草間が廃止。
- 1967年1月1日 - 束草 - 襄陽間が廃止され、東海北部線が全線廃止。
- 1996年 - 安辺 - 金剛山青年（旧：外金剛）間が再開業。
- 2000年6月15日 - 南北首脳会談で京義本線、東海北部線の接続を推進。
- 2005年12月 - 金剛山青年 - 猪津間が再開業。
- 2007年5月17日 - 金剛山青年 - 猪津間で列車の試験運行を実施。
- 2021年3月16日 - 国家鉄道公団により江陵 - 猪津間の工事電子入札開始[19]。
- 2022年1月5日 - 江陵 - 猪津間が着工[20]。
- 2027年 - 江陵 - 猪津間が開業、東海線に編入予定。

## 路線概要
- 1942年当時
  - 路線距離：安辺 - 襄陽間192.6 km（現在の北朝鮮側が119.5 km、韓国側が73.1 km）
  - 軌間：1435 mm
  - 電化区間：なし
  - 複線区間：なし
- 2012年12月15日現在
  - 路線距離：鑑湖 - 猪津間11.1 km（北側4.7 km、南側6.4 km）
  - 軌間：1435mm
  - 電化区間：なし
  - 複線区間：なし
- 2027年開業予定区間
  - 路線距離：江陵 - 猪津間111.7 km
  - 軌間：1435mm
  - 電化区間：全線
  - 複線区間：なし

## 運行概要
- 1942年10月1日改正当時
  - 運行本数：元山 - 襄陽間3往復半、元山 - 高城間1往復、高城 - 襄陽間下り1本
  - 所要時間：元山 - 襄陽間7時間20分 - 10時間20分
- 2027年開業予定区間[21]
  - 運行本数：江陵 - 猪津間平日12本、休日15本
  - 所要時間：江陵 - 猪津間1時間
  - 使用車両：KTX-イウム

## 駅一覧

### 日本統治時代
- 襄陽から江陵方面は未開業
- 安辺から鑑湖までは北朝鮮側によって「金剛山青年線」として復旧(括弧は現駅名)
  - 鑑湖は復旧後の2005年12月開業で安辺から114.8km地点
- 鑑湖から猪津までは韓国側によって「東海北部線」として復旧

| 駅名                    | 駅名                    | 駅名                              | 駅間キロ (km) | 累計キロ (km) | 接続路線               | 開業          | 廃止                           | 現所在地           | 現所在地 |
| 日本語                  | ハングル                | 英語                              | 駅間キロ (km) | 累計キロ (km) | 接続路線               | 開業          | 廃止                           | 現所在地           | 現所在地 |
| ----------------------- | ----------------------- | --------------------------------- | ------------- | ------------- | ---------------------- | ------------- | ------------------------------ | ------------------ | -------- |
| 安辺駅                  | 안변역                  | Anbyŏn                            | 0.0           | 0.0           | 朝鮮総督府鉄道：京元線 | 1929年9月1日  | 1953年7月31日 (韓国側の戸籍上) | 北朝鮮江原道       | 安辺郡   |
| 梧渓駅                  | 오계역                  | Ogye                              | 8.9           | 8.9           |                        | 1929年9月1日  | 1953年7月31日 (韓国側の戸籍上) | 北朝鮮江原道       | 安辺郡   |
| 桑陰駅 (桑陰青年駅)     | 상음역) (상음청년역)    | Sangŭm (Sangŭm Ch'ŏngnyŏn)        | 6.0           | 14.9          |                        | 1929年9月1日  | 1953年7月31日 (韓国側の戸籍上) | 北朝鮮江原道       | 通川郡   |
| 慈東駅 (洞庭湖駅)       | 자동역 (동정호역)       | Chadong (Tongjŏngho)              | 10.3          | 25.2          |                        | 1929年9月1日  | 1953年7月31日 (韓国側の戸籍上) | 北朝鮮江原道       | 通川郡   |
| 歙谷駅 (鳴皐駅)         | 흡곡역 (명고역)         | Hŭpkok (Myŏnggo)                  | 6.2           | 31.4          |                        | 1929年9月1日  | 1953年7月31日 (韓国側の戸籍上) | 北朝鮮江原道       | 通川郡   |
| 沛川駅 (金峯江駅)       | 패천역 (금봉강역)       | P'aech'ŏn (Kŭmbonggang)           | 6.6           | 38.0          |                        | 1931年7月21日 | 1953年7月31日 (韓国側の戸籍上) | 北朝鮮江原道       | 通川郡   |
| 松田駅 (侍中湖駅)       | 송전역 (시중호역)       | Songjŏn (Sijungho)                | 9.4           | 47.4          |                        | 1931年7月21日 | 1953年7月31日 (韓国側の戸籍上) | 北朝鮮江原道       | 通川郡   |
| 庫底駅 (通川駅)         | 고저역 (통천역)         | Kojŏ (T'ongch'ŏn)                 | 6.9           | 54.3          |                        | 1931年7月21日 | 1953年7月31日 (韓国側の戸籍上) | 北朝鮮江原道       | 通川郡   |
| 通川駅 (東海駅)         | 통천역 (동해역)         | T'ongch'ŏn (Tonghae)              | 6.7           | 61.0          |                        | 1931年7月21日 | 1953年7月31日 (韓国側の戸籍上) | 北朝鮮江原道       | 通川郡   |
| 碧養駅 (新垈里駅)       | 벽양역 (신대리역)       | Pyŏgyang (Sindae-ri)              | 4.1           | 65.1          |                        | 1932年5月21日 | 1953年7月31日 (韓国側の戸籍上) | 北朝鮮江原道       | 通川郡   |
| 濂城駅                  | 염성역                  | Ryŏmsŏng                          | 5.1           | 70.2          |                        | 1932年5月21日 | 1953年7月31日 (韓国側の戸籍上) | 北朝鮮江原道       | 高城郡   |
| 荳白駅 (豆浦駅)         | 두백역 (두포역)         | Tubaek (Tup'o)                    | 5.5           | 75.7          |                        | 1932年5月21日 | 1953年7月31日 (韓国側の戸籍上) | 北朝鮮江原道       | 高城郡   |
| 南涯駅                  | 남애역                  | Nam'ae                            | 10.5          | 86.2          |                        | 1932年8月1日  | 1953年7月31日 (韓国側の戸籍上) | 北朝鮮江原道       | 高城郡   |
| 長箭駅 (高城駅)         | 장전역 (고성역)         | Changjŏn (Kosŏng)                 | 7.0           | 93.2          |                        | 1932年8月1日  | 1953年7月31日 (韓国側の戸籍上) | 北朝鮮江原道       | 高城郡   |
| 外金剛駅 (金剛山青年駅) | 외금강역 (금강산청년역) | Oegŭmgang (Kŭmgangsan Ch'ŏngnyŏn) | 7.8           | 101.0         |                        | 1932年9月16日 | 1953年7月31日 (韓国側の戸籍上) | 北朝鮮江原道       | 高城郡   |
| 三日浦駅                | 삼일포역                | Samilp'o                          | 8.2           | 109.2         |                        | 1932年11月1日 | 1953年7月31日 (韓国側の戸籍上) | 北朝鮮江原道       | 高城郡   |
| 高城駅 (三日浦駅)       | 고성역(삼일포역)        | Kosŏng(Samilp'o)                  | 2.2           | 111.4         |                        | 1932年11月1日 | 1953年7月31日 (韓国側の戸籍上) | 北朝鮮江原道       | 高城郡   |
| 草邱駅                  | 초구역                  | Chogu                             | 8.5           | 119.9         |                        | 1932年11月1日 | 1953年7月31日 (韓国側の戸籍上) | 韓国江原特別自治道 | 高城郡   |
| 猪津駅                  | 제진역                  | Jejin                             | 6.0           | 125.9         |                        | 1932年11月1日 | 1953年7月31日 (韓国側の戸籍上) | 韓国江原特別自治道 | 高城郡   |
| 県内駅                  | 현내역                  | Hyeonnae                          | 10.0          | 135.9         |                        | 1935年11月1日 | 1963年9月30日                  | 韓国江原特別自治道 | 高城郡   |
| 巨津駅                  | 거진역                  | Geojin                            | 7.4           | 143.3         |                        | 1935年11月1日 | 1963年9月30日                  | 韓国江原特別自治道 | 高城郡   |
| 杆城駅                  | 간성역                  | Ganseong                          | 7.4           | 150.7         |                        | 1935年11月1日 | 1965年2月28日                  | 韓国江原特別自治道 | 高城郡   |
| 公峴津駅                | 공현진역                | Gonghyeonjin                      | 6.7           | 157.4         |                        | 1937年12月1日 | 1965年2月28日                  | 韓国江原特別自治道 | 高城郡   |
| 文岩駅                  | 문암역                  | Munam                             | 5.9           | 163.3         |                        | 1937年12月1日 | 1965年2月28日                  | 韓国江原特別自治道 | 高城郡   |
| 天津里駅                | 천진리역                | Cheonjin-ri                       | 5.9           | 169.2         |                        | 1937年12月1日 | 1965年2月28日                  | 韓国江原特別自治道 | 高城郡   |
| 束草駅                  | 속초역                  | Sokcho                            | 6.5           | 175.7         |                        | 1937年12月1日 | 1967年1月1日                   | 韓国江原特別自治道 | 束草市   |
| 大浦駅                  | 대포역                  | Daepo                             | 5.8           | 181.5         |                        | 1937年12月1日 | 1967年1月1日                   | 韓国江原特別自治道 | 束草市   |
| 洛山寺駅                | 낙산사역                | Naksansa                          | 3.7           | 185.2         |                        | 1937年12月1日 | 1967年1月1日                   | 韓国江原特別自治道 | 襄陽郡   |
| 襄陽駅                  | 양양역                  | Yangyang                          | 7.4           | 192.6         |                        | 1937年12月1日 | 1967年1月1日                   | 韓国江原特別自治道 | 襄陽郡   |

### 新線
- 2022年1月5日着工。2027年開業予定。[22]

なお以下は工期順に追って江陵駅を起点として記述する。
| 駅名         | 駅名         | 駅名                | 駅間キロ (km) | 累計キロ (km) | 接続路線                           | 備考           | 所在地             | 所在地 |
| 日本語       | ハングル     | 英語                | 駅間キロ (km) | 累計キロ (km) | 接続路線                           | 備考           | 所在地             | 所在地 |
| ------------ | ------------ | ------------------- | ------------- | ------------- | ---------------------------------- | -------------- | ------------------ | ------ |
| 江陵駅       | 강릉역       | Gangneung           |               |               | 韓国鉄道公社：東海線(嶺東線)       | 着工中         | 韓国江原特別自治道 | 江陵市 |
| 注文津駅     | 주문진역     | Jumunjin            |               |               |                                    | 着工中         | 韓国江原特別自治道 | 江陵市 |
| 38線信号場   | 38선신호장   | 38th parallel north |               |               |                                    | 着工中         | 韓国江原特別自治道 | 襄陽郡 |
| 襄陽駅       | 양양역       | Yangyang            |               |               |                                    | 着工中         | 韓国江原特別自治道 | 襄陽郡 |
| 束草駅       | 속초역       | Sokcho              |               |               | 韓国鉄道公社：春川束草線（計画中） | 着工中         | 韓国江原特別自治道 | 束草市 |
| 杆城駅       | 간성역       | Ganseong            |               |               |                                    | 着工中         | 韓国江原特別自治道 | 高城郡 |
| 花津浦信号場 | 화진포신호장 | Hwajinpo            |               |               |                                    | 着工中         | 韓国江原特別自治道 | 高城郡 |
| 猪津駅       | 제진역       | Jejin               | 0.0           | 0.0           |                                    | 2005年12月開業 | 韓国江原特別自治道 | 高城郡 |
| 鑑湖駅       | 감호역       | Kamho               | 11.1          | 11.1          | 北朝鮮鉄道省：金剛山青年線         | 2005年12月開業 | 北朝鮮江原道       | 高城郡 |